# Oier Olazábal
Oier Olazábal Paredes (* 14. September 1989 in Irun, Gipuzkoa) ist ein spanischer Fußballtorwart, der beim Paphos FC unter Vertrag steht.

## Karriere
Oier kam im Alter von 17 Jahren zur Jugendakademie des FC Barcelona. Olazábal, der zuvor seinen Heimatverein Real Unión Irún aktiv war, bekam einen Vertrag bis 2012. Bei Barcelona war er zunächst Ersatzkeeper von Rubén Martínez in der zweiten Mannschaft. Beim Pokalspiel gegen CD Alcoyano im Januar 2008 spielte er erstmals für die erste Mannschaft. Sein Ligadebüt bestritt der Baske am drittletzten Spieltag der Saison 2008/09, als Barcelona schon als Meister feststand, beim Ligaspiel gegen RCD Mallorca (1:2).
In der Saison 2009/10 stieg Olazábal mit FC Barcelona B in die Segunda División auf. Zwischen 2010/11 und 2011/12 hütete er im Wechsel mit Rubén Miño und Jordi Masip das Tor. Im Februar 2012 verlängerte Oier seinen Vertrag bis 2015. Zur Saison 2013/14 rückte er in die erste Mannschaft auf.
Zur Saison 2014/15 wechselte Olazábal ein Jahr vor Vertragsende ablösefrei zum FC Granada. Sein Debüt für Granada gab Oier am 16. Spieltag gegen den FC Getafe. Das Spiel endete 1:1. Er hütete auch in den nachfolgenden 13 Spielen den Kasten. Nach einer 1:9-Niederlage gegen Real Madrid am 5. April 2015 musste er seinen Platz an Roberto Fernández abgeben. Im Sommer 2015 wurde er für ein Jahr an Ligakonkurrent Real Sociedad San Sebastián ausgeliehen. Dort war er Ersatzmann von Gerónimo Rulli und kam lediglich dreimal zum Einsatz.
Nach seiner Rückkehr nach Granada im Sommer 2016 kam er dort nicht an der neuen Nummer eins Guillermo Ochoa vorbei. Im Januar 2017 wurde er zunächst für ein halbes Jahr an UD Levante in die Segunda División ausgeliehen. Er kam zum Ende der Saison 2016/17 fünfmal zum Zuge und stieg mit seinem Klub auf. Anschließend wurde er von Levante fest unter Vertrag genommen. Im November 2017 löste er Raúl Fernández im Tor ab.
Seit 2022 ist er zum zyprischen Club Paphos FC gewechselt.

## Erfolge
- Spanische Meisterschaft: 2009
- Aufstieg in die Segunda División: 2010
- Champions-League-Sieger: 2011
- UEFA Super Cup: 2009, 2011
- FIFA-Klub-Weltmeister: 2011